# David Walliams' Marvellous Musical Podcast
David Walliams' Marvellous Musical Podcast è una trasmissione radiofonica comica-musicale avente elementi fantastici curata e condotta dal comico, attore e scrittore per bambini David Walliams ed trasmessa dalla rete di musica classica radiofonica Classic FM. Il programma, registrato in maniera semi-seria, parla delle carriere di famosi compositori, sia europei sia anche inglesi.
La trasmissione ha un taglio prettamente di intrattenimento, con le biografie dei musicisti trattate in modo semi-serio da Walliams, con l'aiuto di vari ospiti e soprattutto delle ''intrusioni'' dei stessi compositori.
Il podcast si può ascoltare sul sito ufficiale del canale radiofonico ed anche nei maggiori podcast su Internet.

## Episodi
Gli episodi del podcast sono 10, ed sono, in rispettivo ordine:
- 1. Mozart: Uno sguardo alla vita strana e meravigliosa di Mozart - dalle sue bellissime composizioni al suo ridicolo senso dell'umorismo.
- 2. Liszt: Franz Liszt è stata la prima vera rock star della musica, baby. Unisciti a David Walliams mentre si iscrive alla scuola musicale di Liszt e scopre cosa significa veramente fare rock in stile vecchia scuola.
- 3. Il piano: Questo strumento può sembrare piuttosto bianco e nero, ma c'è di più al piano di quello che sembra. Unisciti a David Walliams mentre viaggia all'interno del piano, scopre i suoi musicisti più famosi ed esplora i modi improbabili in cui ha cambiato la musica per sempre.
- 4. Ethel Smyth: Facciamo un viaggio indietro di cento anni per esplorare la vita di Ethel Smyth: compositore, suffragetta e leggenda a tutto tondo. Inoltre, ci sono pirati.
- 5. Balletto: Potresti pensare che sia tutto tutù e dita dei piedi, ma unisciti a David Walliams mentre scopre il mondo altamente competitivo e incredibilmente strano del balletto.
- 6. Eccezionali musicisti: Hanno rotto gli schemi e cambiato il volto della musica. Incontra i meravigliosi musicisti e le loro dive diaboliche che hanno preso d'assalto il mondo musicale. E non essere sorpreso se un certo numero di vecchi amici si presentano per unirsi alla festa…
- 7. Beethoven: Hai ascoltato la sua musica, ora è il momento di ascoltare la sua storia. David si tuffa nella vita di uno dei più grandi e scontrosi compositori della storia.
- 8. Clara Schumann: È tempo di approfondire la storia di Clara Schumann, la compositrice di talento eccezionale che è stato, per molti versi, The Greatest Schumann.
- 9. Strani strumenti: Da un quartetto di elicotteri a un'orchestra di verdure, preparati ad avere la tua idea di quale "strumento" può essere spalancato. David Walliams esplora alcuni degli strumenti musicali più fantastici, inutilmente complessi e talvolta gustosi che gli esseri umani abbiano mai creato.
- 10. John Williams: David Walliams fa un giro attraverso la magica carriera del leggendario compositore di film John Williams, da Star Wars a Harry Potter - con un piccolo aiuto da un fantasma.